# Mihail Fâcă
Mihail Fâcă (n. 7 iunie 1954) este un om politic și de mediu care a fost deputat român în legislatura 2000-2004, administrator public al județului Prahova, a fost director al Agenției Naționale pentru Protecția Mediului și  secretar de stat în Ministerul Mediului și Schimbărilor Climatice.  

## Carieră politică
Mihai Fâcă a fost ales deputat din partea PDSR în județul Prahova pentru legislatura 2000-2004.  Din iunie 2001 Fâcă a devenit membru în PSD. El a fost membru în grupurile parlamentare de prietenie cu Regatul Belgiei și Republica Slovacă.
În februarie 2009 este numit președinte al Agenției Naționale pentru Protecția Mediului, după ce Nagy Zoltan Levente a fost eliberat din această funcție. El devine din nou președinta al ANPM în mai 2012 când îl înlocuiește în funcție pe Gabriel Abos și rămâne în funcție până în 2013.  În noiembrie 2013 devine Secretar de Stat în cadrul Ministerului Mediului și Schimbărilor Climatice, funcție din care demisionează în 2015.

## Investigații
În 2015 Mihai Fâcă a fost dat în judecată pentru abuz în serviciu alături de Mircea Roșca și Adrian Emanuil Semncu.